# Berkensap
Berkensap is het sap van de berkenboom. Het is een traditionele drank in Rusland, de Baltische staten en andere landen op het noordelijk halfrond. Het sap kan zowel vers als geconserveerd worden gedronken. Vers berkensap smaakt als lichtzoet water. Natuurlijk gefermenteerd berkensap is iets zuurder en kan bubbels (koolzuur) hebben.

## Traditionele drank
Berkensap is een traditionele drank in Letland (bērzu sula), Estland (kasemahl), Litouwen (beržo sula, beržų sula), Polen  (sok z brzozy, oskoła), Rusland (берёзовый сок, byeryozovyi sok), Wit-Rusland (бярозавы сок, biarozavy sok), Oekraïne (березовий сік, berezovyi sik), Finland (mahla), Noorwegen, Zweden (Zweeds: björksav) en in bepaalde noordelijke delen van China.

## Aftappen van berkensap

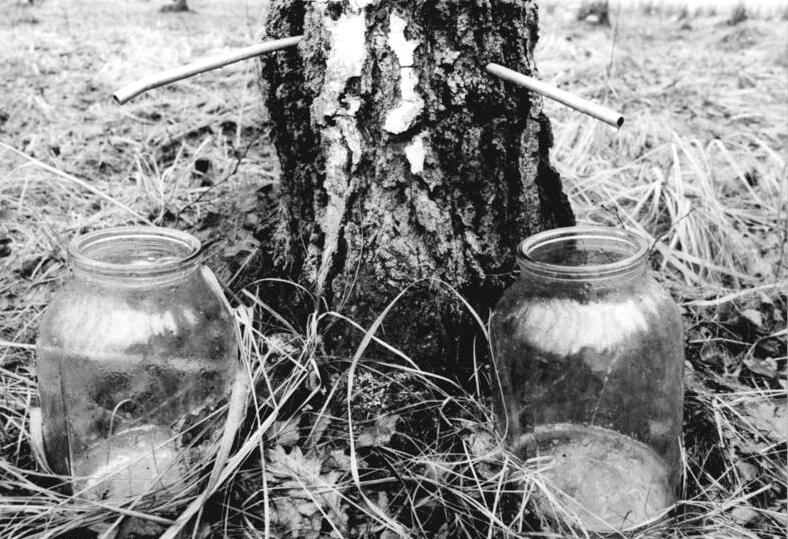
Aftappen

In de lente, als de grond ontdooit, zuigt de berk grondwater op via de stam. Zo komt in het voorjaar een rijke sapstroom op gang. De rijkste sapstroom is te vinden in landen waar de grond 's winters bevroren is. Daarom wordt berkensap gewonnen in landen als Canada, Finland, Rusland, Estland, Letland en Litouwen.
Traditioneel wordt berkensap handmatig afgetapt door een gaatje te boren in de bast van een berk. In het gaatje wordt een tapbuisje, een tapslangetje of een twijgje aangebracht. Onder het tapbuisje of twijgje hangt een emmer, een fles of een luchtdichte zak. Na het tappen wordt het tapgaatje dichtgemaakt met een houten plug.
Het grote gevaar zowel voor de berk als de kwaliteit van het berkensap is ongewenste bacteriegroei. Door een gaatje in de bast van de berk te boren is de kans groot dat er ongewenste bacteriegroei plaatsvindt. Als er in het geboorde gaatje een tapslangetje of twijgje geplaatst wordt is er altijd ruimte tussen het slangetje of twijgje en de berk. Bij temperaturen boven de 15 graden is er sprake van optimale omstandigheden voor bacteriegroei. Als deze bacteriën naar binnen in de berk slaan en een infectie veroorzaken kan dit een dode berk tot gevolg hebben. Ook zal de bacterie in het sap komen.  
Een andere manier om handmatig berkensap te tappen is om een berkentak af te snijden, maar dit is de slechtste manier om aan sap te komen.
Om de beste kwaliteit berkensap tappen en onder de beste omstandigheden voor de berk, is gebruik te maken van een speciaal berkensap tapje. Dit zijn tapjes van staal of kunststof die speciaal ontworpen zijn voor het tappen van boomsap. De fabrikanten van deze tapjes zijn te vinden in Noord-Amerika en Canada. Deze berkensap tapjes sluiten de ruimte tussen de berk en het tapje volledig af. Dit voorkomt bacteriegroei. Dit is goed voor de berk en het berkensap. Na het tappen wordt de tap verwijderd en het gaatje gedicht met een houten plug. 
Tegenwoordig gebruiken commerciële bedrijven ook automatische aftapsystemen die werken met vacuüm.

## Berkensap conserveren
Vers berkensap blijft maar enkele dagen goed. Daarom wordt commercieel verkrijgbaar berkensap meteen na het oogsten ingevroren of geconserveerd. Hiervoor bestaan verschillende methoden:
1. Gebotteld zonder conserveringsmiddelen: houdbaarheid 2–5 dagen (gekoeld)
2. Geconserveerd met citroensap: houdbaarheid 1 jaar
3. Gefilterd met een zeef van 0,22 μm: houdbaarheid 3 weken (gekoeld)
4. Geoogst onder anaërobe condities: houdbaarheid 1 jaar (op omgevingstemperatuur)
5. Gefermenteerd: houdbaarheid 2 jaar (op omgevingstemperatuur)
6. Gepasteuriseerd: houdbaarheid 2 jaar (op omgevingstemperatuur – de vitamines gaan hierbij verloren)
7. Ingevroren op −25 °C: houdbaarheid 2 jaar (in bevroren toestand).

## Traditionele toevoegingen
In sommige landen worden rozijnen aan het berkensap toegevoegd, of een takje van de zwartebessenplant.

## Samenstelling
Berkensap bevat onder andere aminozuren (waaronder glutaminezuur), mineralen, enzymen, proteïnen, betuline en betulinezuur, antioxidanten, suiker (fructose, glucose en kleine hoeveelheden sacharose), vitamine B en vitamine C.

#### Samenstelling (1)
| Voedingswaarde per 100 g | Voedingswaarde per 100 g |
| ------------------------ | ------------------------ |
| Energie                  | 4,6 kcal (19 kJ)         |
| Koolhydraten             | 1,1 g                    |
| Suikers                  | 1,1 g                    |
| Vezels                   | 0 g                      |
| Vetten                   | minder dan 0,1 g         |
| Mineralen                |                          |
| Calcium                  | 60 mg                    |
| IJzer                    | 0,1 mg                   |
| Magnesium                | 11 mg                    |
| Mangaan                  | 1,1 mg                   |
| Fosfor                   | 6,4 mg                   |
| Kalium                   | 120 mg                   |

#### Samenstelling (2)
In 2010 onderzochten Onderzoekers van de Latvia University of Agriculture de samenstelling van berkensap afkomstig van Letse berken (Betula pendula) in de buurt van de stad Jelgava. Berkensap van een boom uit een andere Letse streek had een andere samenstelling.
| Voedingswaarde per liter | Voedingswaarde per liter |
| ------------------------ | ------------------------ |
| Proteïnen (mg/l)         | 127                      |
| Antioxidanten (mg/QE/l)  | 0,35                     |
| Koolhydraten (g/l)       |                          |
| Fructose                 | 5,39                     |
| Glucose                  | 4,46                     |
| Sucrose                  | 0,58                     |
| Mineralen (mg/l)         |                          |
| Calcium                  | 53,3                     |
| Kalium                   | 41,1                     |
| Mangaan                  | 0,5                      |
| Koper                    | 0,04                     |
| IJzer                    | 0,1                      |
| Ammonium                 | 0,05                     |
| Sulfaat                  | 36,1                     |
| Fosfaat                  | 2,06                     |
| Nitraat                  | 3,4                      |
| Nitriet                  | 0,008                    |

## Andere toepassingen

#### Andere dranken
Berkensap kan worden verwerkt in andere dranken, zoals berkenbier, berkenwijn, mousserende berkenwijn, berkensiroop en berkenazijn.

#### Geneeskrachtige en cosmetische toepassingen[12][13][14][15]
In sommige landen wordt berkensap gebruikt als traditioneel geneesmiddel. Zo zou het ontsmettend werken en helpen tegen parasieten, brandwonden en jeuk. Gefermenteerd berkensap wordt gebruikt om katers te bestrijden en tegen een opgeblazen gevoel. Thee van berkensap zou helpen tegen maagkwalen en reuma.
Daarnaast zijn er cosmetische toepassingen. Zo is er een serum op de markt gebaseerd op berkenwater, dat veroudering tegengaat en bescherming zou bieden tegen vrije radicalen. Hieronder een overzicht van geneeskundige en cosmetische toepassingen per land.
De geclaimde medische toepassingen zijn nooit wetenschappelijk bewezen en berusten op traditionele overlevering.
| Land                | Geneeskrachtige toepassingen                                            | Cosmetische toepassingen                                |
| ------------------- | ----------------------------------------------------------------------- | ------------------------------------------------------- |
| Bulgarije           |                                                                         | ter bevordering van haargroei                           |
| Estland             | tegen oog- en huidaandoeningen, als vitaminebron                        | haarwater, middel tegen sproeten, huidbleekmiddel       |
| Hongarije           | tegen maag- en longkwalen                                               | middel tegen sproeten                                   |
| Ierland             | tegen oorpijn                                                           |                                                         |
| Letland             | versterking van immuunsysteem                                           | haarwater                                               |
| Nederland           | tegen roos, acne en psoriasis                                           | haarwater                                               |
| Oekraïne            | vitaminebron, diureticum, behandeling van huidproblemen                 | middel tegen sproeten                                   |
| Polen               | versterking van immuunsysteem, tegen nierstenen                         | haarwater met verstevigende werking                     |
| Roemenië            | tegen nierstenen, geelzucht, schurft, als diureticum                    | haarkleurmiddel, middel tegen sproeten en moedervlekken |
| Rusland             | tegen zweren, tegen tandpijn bij kinderen                               | gezichtsreiniging                                       |
| Slovenië            | tegen tandpijn bij kinderen                                             |                                                         |
| Tsjechië            | versterking van immuunsysteem, tegen onvruchtbaarheid                   | middel tegen sproeten                                   |
| Verenigd Koninkrijk | levenselixer, drank voor pasgeborenen, middel ter verzachting van reuma | voorkomen van kaalheid                                  |
| Wit-Rusland         | tegen longziekten, tegen jicht                                          |                                                         |
| Zweden              | tegen scheurbuik en cholera                                             |                                                         |

## Vermelding in historische geschriften
- De beroemde Arabische reiziger Ahmad ibn Fadlān zag in 921 dat de Turkssprekende Bulgaren langs de Wolga gefermenteerd berkensap gebruikten.[12]
- De Duitse wetenschapper Conrad van Megenberg (14de eeuw) vermeldt het gebruik van berkensap als verfrissende drank.[12]
- In het Middeleeuwse Noorse boek Flateyjarbók uit 1394 staat beschreven hoe koning Sverre en zijn mannen "twee nachten in de wildernis verbleven en geen voedsel hadden afgezien van het sap dat zij uit de bomen konden zuigen." De Noorse schrijver Peder Claussøn Friis beschreef in de jaren 1590 vanuit Finnmark dat herders en houthakkers berkensap aftapten en gebruikten.[12]
- De Perzische geograaf Rashīd al-Dīn beschrijft in zijn Jāmiʿ al-tawārīkh uit de vroege veertiende eeuw dat het Uriankhai-volk in Siberië berkensap dronk in plaats van water.[12]
- De Zweedse cartograaf Olaus Magnus noteerde in 1555 dat Scandinaviërs vers berkensap dronken. Berkensap wordt ook genoemd in een Zweeds medisch handboek uit 1578.[12]
- In 1561 prees de Italiaanse botanicus Pietro Andrea Mattioli de medicinale eigenschappen van berkensap. Volgens hem kon het sap gebruikt worden om nier- en blaasstenen te behandelen en om maagzweren te genezen.[12]
- In 1631 prees de geneeskundige Johannes Raicus de geneeskrachtige eigenschappen van berkensap in zijn werk Disputatio physico-medica votiva. Hij suggereerde om berkensap te gebruiken als medicijn.[12]

## Berkensap in de kunst
- De bekende sovjetdichter Stepan Sjtsjipatsjov schreef de novelle Berkensap.
- In de jaren 70 en 80 vertolkte de Wit-Russische band Pesnjary het lied 'Berkensap', met een tekst van Michaïl Matoesovski.
- In de film 'Het huwelijk van de resident' weerklonk het Russische lied 'In een lentebos dronk ik berkensap' (Я в весеннем лесу пил берёзовый сок, Ja v vessennem lesoe pil berjozovy sok), opgevoerd door Michaïl Nozjkin, met tekst en muziek van de Russische dichter en bard Jevgeni Agranovitsj.
- In de Russische serie 'Brigada' (Бригада, vanaf 2002) neemt het hoofdpersonage zijn vrouw mee uit naar een duur restaurant, waar zij berkensap bestelt.

## Berk in de naam voor de maand maart
In veel landen waar traditioneel berkensap wordt gedronken, is een van de maanden genoemd naar de oogsttijd van het sap. Zo heet de maand maart in Wit-Russisch 'сакавік' (sakavik) ofwel 'sapmaand'. In het Oekraïens betekent maart (березень, berezen) 'berkenmaand', evenals in het Tsjechisch (březen). In het Lets heet april sulu mēnesis en in het Litouws kõļimkū, oftewel 'berkensapmaand'.